# Вспышка чумы в Москве 1939 года
Вспышка чумы в Москве 1939 года произошла в декабре, когда для доклада в столицу СССР приехал заразившийся лёгочной чумой заместитель директора саратовского института «Микроб», что привело к гибели его и ещё двух человек.
Заместитель директора института «Микроб» Абрам Львович Берлин также заведовал лабораторией противочумной вакцины. Введя в конце 1939 года морским свинкам штамм чумы EV, получивший название от инициалов источника материала — мадагаскарской девочки, умершей от чумы — саратовские микробиологи обнаружили, что штамм потерял вирулентность. Более того, после введения этим свинкам обычного вирулентного штамма они не заболевали. Берлин решил испытать эту вакцину на людях, и ввёл себе и коллегам по 250 миллионов бацилл EV. Убедившись, что последствий нет, Берлин продолжил работу с чумой. Вскоре Берлин отправился в Москву делать доклад на коллегии Наркомздрава. Чувствовавший недомогание микробиолог поселился в гостинице «Националь», где после возвращения из Наркомздрава ему стало хуже. В гостинице его осмотрел врач Михаил Россельс, поставивший диагноз крупозная пневмония. 
Берлина отправили в Ново-Екатерининскую больницу, где Симон Горелик (отец радиофизика Габриэля Горелика) поменял диагноз на правильный — лёгочная чума. Горелик был уверен, что при осмотре не мог не заразиться, а потому изолировался вместе с Берлиным. О ситуации было доложено властям, НКВД занялся организацией карантина. Кроме Ново-Екатерининской больницы, карантин был установлен в учреждении на Соколиной Горе, куда свозили контактировавших с Берлиным: проводников и пассажиров поезда Саратов — Москва, персонал гостиницы «Националь», сотрудников Наркомздрава во главе с наркомом Георгием Митерёвым. Поскольку причина — чума — была засекречена, вывоз на карантин был принят за очередные аресты сталинских репрессий. Вспышка заболевания привела к смерти трёх человек: Берлина, Горелика и парикмахера «Националя», брившего Берлина. Они были кремированы в Донском крематории.
Воспоминания о событии оставил проводивший вскрытие патологоанатом Яков Рапопорт. Его дочь — доктор химических наук и будущая писательница Наталья Рапопорт — также опросила других свидетелей и хотела написать киносценарий по событиям. Она обратилась за помощью к другой начинающей писательнице — Людмиле Улицкой. Они малоактивно вели совместную работу над сценарием, а через несколько лет Улицкая, переработав его и указав себя как единственного автора, попыталась экранизовать сценарий. Рапопорт не согласилась и попросила главу Союза кинематографистов Элема Климова заблокировать создание фильма, который так и не был запущен. В 2020 году на фоне Пандемии COVID-19 Улицкая опубликовала сценарий под названием «Чума». Рапопорт снова предъявила претензии в отношении авторства и опубликовала фотографии совместного сценария. Улицкая заявила о незащищённости событий авторским правом и готовности отстоять единоличное авторство в суде; эксперты назвали исход возможного процесса неочевидным.